# Julius Gellner
Julius Gellner (geboren am 25. April 1899 in Saaz, Österreich-Ungarn; gestorben am 24. Oktober 1983 in London) war einer der bekanntesten deutschsprachigen Regisseure der 1920er Jahre. Er war von 1924 bis 1933 Oberspielleiter und stellvertretender Direktor der Münchner Kammerspiele im Schauspielhaus. Er ist der Onkel des Philosophen und Sozialwissenschaftlers Ernest Gellner.

## Leben
Julius Gellner war das neunte Kind von Anna (geb. Löbl) und Max Gellner. Die Familie zog später nach Prag, wo Julius Gellner eine Ausbildung als Bankangestellter machte. Seinen starken schauspielerischen Neigungen kam Gellner während dieser Zeit als Mitglied einer Amateurtheatergruppe nach.
Als er ausreichend Ersparnisse gesammelt hatte, um einen Sprung in die Theaterwelt wagen zu können, begab er sich 1918 nach Würzburg. Nach anfänglichen Schwierigkeiten gelang es ihm, ein Engagement als Schauspieler zu bekommen und sich auf der Bühne zu bewähren. Weitere Stationen auf seinem Weg als Schauspieler waren u. a. Berlin und Düsseldorf. In Düsseldorf wurde er von dem Direktor der Münchner Kammerspiele, Otto Falckenberg, entdeckt und 1921 nach München geholt.
Während Gellners erster Jahre als Schauspieler an den Kammerspielen wurde Falckenberg auf dessen Befähigung zum Regisseur aufmerksam. 1923 hatte Gellner mit Frank Wedekinds Frühlings Erwachen seine erste Inszenierung. Es folgten weitere Inszenierungen, und 1924 wurde Gellner bereits im jungen Alter zum Oberspielleiter und stellvertretenden Direktor der Kammerspiele ernannt.
Er inszenierte u. a. folgende Stücke an den Kammerspielen:
Dorothea Angermann von Gerhart Hauptmann (1926), Krankheit der Jugend von Ferdinand Bruckner (1927), Traumstück von Karl Kraus (1928), Pygmalion von George Bernard Shaw (1928), Kleine Komödie von Siegfried Geyer (1929), Soeben erschienen von Edouard Bourdet (1929), Revolte im Erziehungshaus von Martin Lampel (1929), Die Ehe von Alfred Döblin (1930), Napoleon greift ein von Walter Hasenclever (1930), Ein Strich geht durchs Zimmer von Valentin Katajew (1931), Der Hauptmann von Köpenick von Carl Zuckmayer (1931), Der böse Geist Lumpacivagabundus von Johann Nestroy (1931), Elisabeth von England von Ferdinand Bruckner (1932), Charleys Tante von Brandon Thomas (1933), Das schwedische Zündholz von Ludwig Hirschfeld (1933).
1925 heiratete er die Schauspielerin Maria Byk (bürgerlich: Annemarie Albertine Böck; nach ihrer zweiten Heirat mit Marian dann Albertine Haschkowetz). Am 26. Februar 1926 wurde ihre gemeinsame Tochter Johanna (später: Joan) Gellner geboren. Die Ehe hielt jedoch nur zwei Jahre. Maria Byk hat 1936 erneut geheiratet, und zwar ihren Schauspielkollegen Ferdinand Marian, der später in dem Nazipropagandafilm Jud Süß die Hauptrolle spielen sollte.

### Zur Zeit des Nationalsozialismus
Im März 1933 wurde Gellner während eines sonntäglichen Fußballspiels von einem technischen Mitarbeiter des Theaters vor seiner bevorstehenden Verhaftung durch die Nazis gewarnt. Die Machthaber des „Tausendjährigen Reiches“ hatten Gellner als Juden sowie als Verteidiger von Karl Kraus gegen den Völkischen Beobachter in einem wenige Jahre zurückliegenden Gerichtsverfahren im Visier.
Gellners Wohnung wurde noch am selben Tag verwüstet. Ihm selbst gelang mit Hilfe seiner Kollegen Edith Schultze-Westrum und Wiedemann sowie Falckenbergs Chauffeur die Flucht, die ihn zunächst nach Österreich führte.
Seiner Karriere in Deutschland sowie seines persönlichen Besitzes beraubt, begann Gellner, sich in Prag ein neues Leben aufzubauen. Vom dortigen Direktor des Neuen Deutschen Theaters, Paul Eger, wurde er mit offenen Armen empfangen. Bis zur Schließung des Theaters am 31. Oktober 1938 war er dessen Oberspielleiter.
Gellners Schicksal ereilte bald alle seine jüdischen Kollegen: In München wurden die Kammerspiele in kürzester Zeit „arisiert“ und ihr Direktor Otto Falckenberg verfasste im Programmheft von 1933/1934 (Heft 3) unter dem Titel Zerstörung einer Legende – Ein Wort in eigener Sache seinen eigenen „Ariernachweis“. Gellners Nachfolger als Oberspielleiter wurde Wolfgang Petzet.
Kurz nach dem 1938 geschlossenen Münchner Abkommen wurde das Deutsche Theater in Prag geschlossen. Gellner und seine Kollegen saßen auf der Straße. Sie trafen sich täglich und entschlossen sich vor dem Hintergrund des öffentlichen Zuspruchs, den die Appeasement-Politik in Großbritannien besaß, eine Revue für das britische Theater zu schreiben. Das Stück sollte den Briten vor Augen führen, dass die Tschechoslowakei keineswegs das von Arthur Neville Chamberlain abfällig so bezeichnete „weit entfernte Land“ war, „von dem wir [Briten] nichts wissen“.
Gellner und seine Kollegen stellten in ihrem Stück die Geschichte der Tschechoslowakei dar und hoben die vorbildliche Schaffung eines demokratischen Staates nach dem Ende Österreich-Ungarns hervor.
Anfang 1939 reiste Gellner nach England, um einen Intendanten für das Stück zu finden. Als er Erfolg hatte, reiste er trotz der Bedenken seiner englischen und (bereits emigrierten) deutschen Freunde in der Nacht vom 14. auf den 15. März 1939 nach Prag zurück. In dieser Nacht besetzte Hitlers Wehrmacht Prag. Am Morgen des 15. März 1939 wimmelte die Stadt von Nazitruppen.
Fünf Monate lang saß Gellner in der Falle. Er unternahm drei gescheiterte Fluchtversuche über die polnische Grenze. Bei seinem letzten Versuch lieferte ihn die polnische Grenzpolizei an die SS aus. Gellner gelang es, den wachhabenden SS-Mann, der jung und unerfahren war, mit einer erfundenen Geschichte davon zu überzeugen, ihn zurück nach Prag, zurück nach Hause, gehen zu lassen. Nach dieser Erfahrung sah er seinen letzten Ausweg darin, beim Gestapoamt seine Ausreise zu beantragen. Am 29. August saß er in der letzten Maschine, die Prag Richtung London verließ. In Großbritannien hat Gellner während seines ersten Jahres im Geschäft seines Bruders mitgearbeitet. Im Londoner Rundfunk arbeitete Gellner in der deutschsprachigen Feature-Abteilung unter dem Leiter Walter Rilla als Regisseur mit. Bis auf seinen ältesten Bruder Otto waren seine Geschwister nach England oder ins damalige britische Mandatsgebiet Palästina geflüchtet.
Otto Gellner war ein bekannter Prager Rechtsanwalt. Er wurde zusammen mit seiner Familie von den Nationalsozialisten ermordet.

### Londoner Exil und Nachkriegszeit
Mit dem Beginn der Arbeit der tschechischen Exilregierung in London war Julius Gellner nicht länger als „feindlicher Ausländer“ eingestuft und kam in den Besitz einer offiziellen Arbeitserlaubnis.
Von 1940 bis 1946 war er als Produzent beim Deutschen Dienst der BBC tätig. Sein Schwerpunkt lag im Bereich der satirischen Programme, wie beispielsweise Frau Wernicke. Die Frau-Wernicke-Satiren waren von Bruno Adler verfasst worden. Annemarie Hase spielte als waschechte Berlinerin die Titelfigur, die die Nazipolitik mit überzogenen Lobpreisungen ins Lächerliche zog.
Gellners erste Inszenierung auf britischem Boden war Shakespeares Othello im Londoner Old Vic (1942). Es folgte Tolstois Krieg und Frieden. Weitere Inszenierungen lehnte Gellner während des Krieges ab, um sich ganz der BBC-Arbeit widmen zu können.
Nach dem Sieg über den deutschen Nationalsozialismus reiste Gellner nach Deutschland, um im Auftrag der BBC über die dortige Situation zu berichten. Ein Leben dort war für ihn unvorstellbar geworden.
In seinem neuen Heimatland Großbritannien hat sich Gellner nach dem Krieg als Theaterregisseur mit zahlreichen Inszenierungen etabliert. Zumeist hat er für das Londoner Mermaid Theatre gearbeitet.
Zudem war er von 1949 bis 1969 für das israelische Nationaltheater Habimah in Tel Aviv sowie einige Jahre für das Stadttheater von Haifa tätig. Während dieser Zeit war er jedoch weiterhin in London ansässig.
Gellner hat seine Arbeit seit 1949 zwischen dem englischen Theater, dem israelischen Theater und der BBC aufgeteilt. Gesundheitliche Probleme zwangen ihn 1969 dazu, seine Theaterarbeit in Israel aufzugeben.
Nach dem frühen Tod seiner einzigen Tochter Anfang der siebziger Jahre hat sich Gellner größtenteils aus seiner Theaterarbeit zurückgezogen und sich der Erziehung seines jungen Enkels gewidmet.
Am 24. Oktober 1983 ist Julius Gellner in einem Londoner Krankenhaus gestorben.